# Cynortellana quadrimaculata
Cynortellana quadrimaculata is een hooiwagen uit de familie Cosmetidae.